# Sainte-Sévère-sur-Indre
Sainte-Sévère-sur-Indre ist eine französische Gemeinde mit 775 Einwohnern (Stand: 1. Januar 2022) im Département Indre in der Region Centre-Val de Loire. Sie gehört zum Arrondissement La Châtre, zum Kanton La Châtre und zum Gemeindeverband La Châtre et Sainte-Sévère. Die Einwohner werden Sévérois genannt.

## Lage
Sainte-Sévère-sur-Indre liegt etwa 46 Kilometer südöstlich von Châteauroux an der Indre, wo im Südosten die Taisonne und im Südwesten das Flüsschen Palles einmünden. Umgeben wird Sainte-Sévère-sur-Indre von den Nachbargemeinden La Motte-Feuilly im Norden und Nordosten, Feusines im Osten, Pérassay im Südosten, Vigoulant im Süden, Sazeray im Süden und Südwesten, Pouligny-Notre-Dame im Westen und Südwesten, Pouligny-Saint-Martin im Westen und Nordwesten sowie Briantes im Nordwesten.

## Geschichte
Im Zweiten Weltkrieg unter dem Vichy-Regime befand sich in Sainte-Sévère-sur-Indre ab dem August 1940 eines der ersten Arbeitslager der Chantiers de la jeunesse française, mit zu Beginn rund 400 Verpflichteten.

## Bevölkerungsentwicklung
| Jahr                       | 1962 | 1968 | 1975 | 1982 | 1990 | 1999 | 2006 | 2018 |
| Einwohner                  | 1061 | 1032 | 1034 | 1039 | 939  | 899  | 874  | 770  |
| Quellen: Cassini und INSEE |      |      |      |      |      |      |      |      |

## Sehenswürdigkeiten

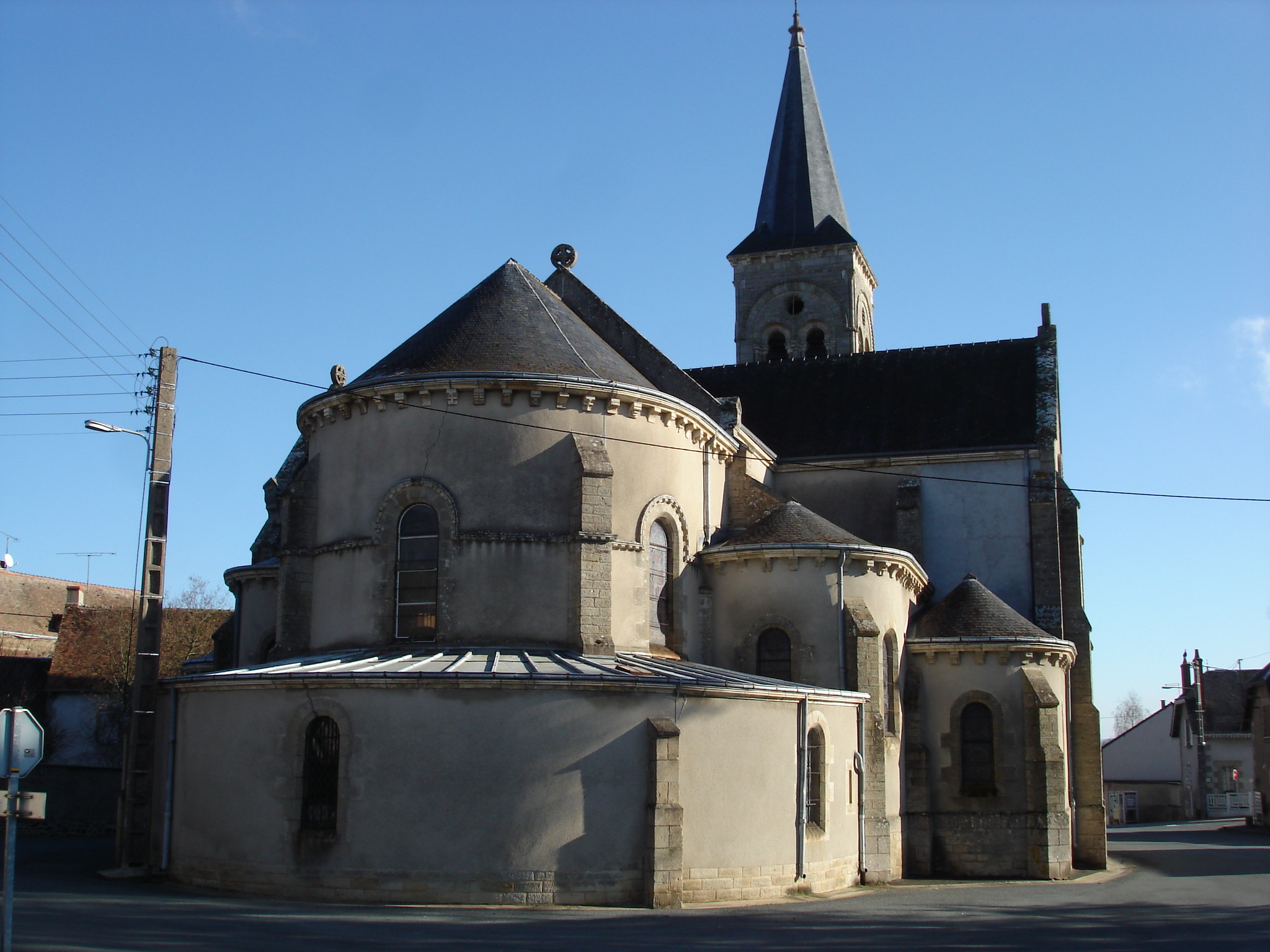
Kirche Sainte-Sévère

- Kirche Sainte-Sévère
- Donjon aus dem 13. Jahrhundert
- Schloss aus dem Jahre 1770
- Tor und Ortsbefestigung
- Markthalle

## Kultur
1947 drehte Jacques Tati hier den Film Tatis Schützenfest.